# Motí del Grup Wagner
El motí del Grup Wagner es refereix a un conflicte intern que va tenir lloc a Rússia. Va començar el 23 de juny de 2023 i va acabar l'endemà, tot implicant l'organització paramilitar privada russa Grup Wagner i el Ministeri de Defensa de Rússia.
El detonant del conflicte fou l'acusació que Ievgueni Prigojin, el líder del Grup Wagner, feu al ministeri de defensa rus d'haver bombardejat una de les seves bases i haver mort, suposadament, 2.000 dels seus mercenaris. En represàlia, van fer un motí armat i, en poques hores, els paramilitars del grup Wagner van prendre el control de dues capitals d'óblast russes: Rostov del Don i Vorónej.
Una columna militar de Wagner va fer camí cap a Moscou i es va aturar a prop de 120 km de la capital, en una localitat de l'óblast de Moscou, moment en el qual Prigojin va anunciar la seva retirada després de la mediació del president belarús Aleksandr Lukaixenko. Poques hores després, es va exiliar a Minsk.

## Cronologia

### 23 de juny
El 23 de juny de 2023, va circular un vídeo en canals de Telegram associats al Grup Wagner en què, segons Ievgueni Prigojin, es mostrava un camp de mercenaris que havia estat atacat per un míssil rus. Aquella mateixa nit, Prigojin va acusar obertament el ministre de Defensa rus Serguei Xoigú d'utilitzar artilleria i helicòpters per a intentar destruir-los. Llavors, va anunciar l'inici d'un conflicte armat amb el Ministeri de Defensa prometent venjar-se i va instar qualsevol que volgués unir-se al conflicte contra el Ministeri de Defensa a fer-ho. També va rebutjar la justificació per a la invasió russa d'Ucraïna que es va iniciar el 24 de febrer de l'any anterior, dient que Ucraïna i l'OTAN no planejaven un atac al Donbàs i Crimea el 2022, culpant Xoigú de les derrotes i morts russes en el camp de batalla, i afirmant que la guerra de Rússia a Ucraïna estava destinada a beneficiar les elits.
El Servei Federal de Seguretat (FSB) va anunciar que obria una investigació penal després de la «convocatòria a la insurrecció» de Prigojin.

### 24 de juny
Aquella mateixa nit i durant la matinada següent, l'exèrcit privat de Prigojin va creuar la frontera internacional entre Ucraïna i Rússia, aparentment sense trobar resistència, en l'óblast de Rostov i va prendre el control de la capital, Rostov del Don. El control d'aquesta ciutat és significatiu perquè era on hi havia el quarter militar sud de l’exèrcit rus, des d’on es comandava la guerra d’Ucraïna.
L'endemà, els mercenaris de Wagner van avançar des de Rostov del Don per l'autopista M4, que connecta la ciutat directament amb Moscou, i van anunciar que havien pres el control d'una segona ciutat important, Vorónej, a l'óblast homònim, sense gaires enfrontaments importants. Poc després, es van registrar diversos enfrontaments armats a la zona, incloent-hi la destrucció d'un dipòsit de combustible a Vorónej per part de la Força Aèria russa.
En una compareixença televisiva d'urgència, el president de Rússia, Vladímir Putin, va respondre a la «rebel·lió armada» del Grup Wagner descrivint les seves accions com a «traïció» i «cop pel darrere» enmig de la invasió russa d'Ucraïna, amenaçant de prendre «mesures dures» per a reprimir la «rebel·lió».
Els paramilitars de Wagner van travessar i fer-se el control de diverses poblacions de l'óblast de Lípetsk i de Tula, situades al llarg de l'autopista M4. A més a més, van entrar a l'óblast de Moscou i van prendre el control de la població de Kaixira —a 120 km per carretera de Moscou.
En la nit, Prigojin va detenir l'avanç cap a Moscou per part del Grup Wagner a «per a evitar un vessament de sang». Poques hores després, Prigojin va prendre el camí de l'exili cap a Minsk després d'una mediació del president belarús, Aleksandr Lukaixenko.

### Conseqüències posteriors
Durant les següents setmanes la figura de Prigojin va ser sotmesa a una campanya de descrèdit a través dels mitjans russos, sent acusat de traïció o d'hipocresia en acusar l'exèrcit rus de corrupte. Es van difondre imatges de la seva residència luxosa, barres de bar daurades o sales per a tractaments i cures, així com de la seva col·lecció de perruques i fotografies seves disfressat. El 10 de juliol l'agència de notícies russa TASS va emetre un comunicat del portaveu del Kremlin, Dimitri Peskov, amb relació a una entrevista de Prigojin i els seus generals amb Putin poc després del motí, com a mostra de respecte davant la figura presidencial segons la font.
També el 10 de juliol va tornar a aparèixer en públic el comandant de les forces russes a Ucraïna, Valeri Guerasimov, que havia estat desaparegut des del motí i de qui s'havia especulat sobre la seva destitució. Es mantenia en parador desconegut, en canvi, Sergei Surovkin, crític amb el ministeri de Defensa.
El 12 de juliol es va confirmar que el Grup Wagner va entregar bona part del seu armament al Ministeri de Defensa rus, a canvi de no ser acusat d'amotinament. El lliurament va incloure més de 2.000 peces d'equipament pesat i armes, inclosos tancs, altres vehicles blindats i sistemes de llançament múltiple de míssils, així com més de 2.500 tones de municions i armes petites.
El 16 de juliol les autoritats ucraïneses van confirmar la presència de mercenaris de Wagner a Belarús. Aquest dia un comboi d'uns 60 vehicles va travessar la frontera des de Rússia. El Ministeri de Defensa belarús havia informat prèviament que Wagner es dedicaria a formar el seu exèrcit.

## Reaccions

### Reaccions internes
- Txetxènia: El president de la república de Txetxènia, Ramzan Kadírov, va mostrar tot el seu suport al govern rus i va qualificar la rebel·lió com «una punyalada per l'esquena». També va anunciar que enviaria tropes «a les zones de tensió» per ajudar les tropes governamentals russes.[24]

### Reaccions internacionals
- Estats Units: El portaveu del Consell de Seguretat Nacional dels Estats Units, Adam Hodge, va declarar que el seu país feia seguiment dels esdeveniments a Rússia i «consultant amb aliats i socis sobre aquests esdeveniments».[25]
- Estònia: La primera ministra d'Estònia, Kaja Kallas, va declarar que el seu país està seguint la situació a Rússia, i va afirmar que «s'ha reforçat la seguretat fronterera».
- Kazakhstan: El president kazakh, Khassim-Jomart Tokhàiev, va fer pública una declaració en la qual comentava que havia parlat amb Putin i li havia dit que «el que està ocorrent ara és un afer intern de Rússia», i que «l'ordre constitucional i l'estat de dret són les principals condicions per a mantenir l'ordre legal al país».[26]